# 靈山大慈寺
靈山大慈寺全名「財團法人台北市北投區靈山大慈寺」，又稱北投大慈寺，位於台灣台北市北投區登山路之仿古廟宇建築，為主祀釋迦牟尼之佛教廟宇。該寺原名大慈寺，建於日治時代1931年，屬於臨濟宗妙心寺派，開山祖師是高橋醇領禪師。另外，該廟宇的組織型態為財團法人制，祭典日期則是每年農曆之七月初六。